# Hoffmannia aroensis
Hoffmannia aroensis är en måreväxtart som beskrevs av Julian Alfred Steyermark. Hoffmannia aroensis ingår i släktet Hoffmannia och familjen måreväxter. Inga underarter finns listade i Catalogue of Life.